# Shravana taitii
Espèce
Synonymes
- Dhanus taitii Mahnert, 2007

Shravana taitii est une espèce de pseudoscorpions de la famille des Ideoroncidae.

## Distribution
Cette espèce est endémique de Socotra au Yémen.

## Systématique et taxinomie
Cette espèce a été décrite sous le protonyme Dhanus pohli par Mahnert en 2007. Elle est placée dans le genre Shravana par Harvey en 2016.

## Étymologie
Cette espèce est nommée en l'honneur de Stefano Taiti.

## Publication originale
- Mahnert, 2007 : Pseudoscorpions (Arachnida: Pseudoscorpiones) of the Socotra Archipelago, Yemen. Fauna of Arabia, vol. 23, p. 271-307.